# جون ويلسون لويس
جون ويلسون لويس (بالإنجليزية: John Wilson Lewis)‏ هو عالم سياسة أمريكي، ولد في 1930 في مقاطعة كينغ في الولايات المتحدة، وتوفي في 4 سبتمبر 2017 في جامعة ستانفورد في الولايات المتحدة.